# Ronde (jeu vidéo)
Pour les articles homonymes, voir Ronde.
Ronde (ＲＯＮＤＥ〜輪舞曲〜) est un jeu vidéo de rôle tactique édité par Atlus, sorti le 30 octobre 1997 sur Saturn. C'est le troisième opus de la franchise Majin Tensei.

## Synopsis
Le jeu se déroule dans un Japon du futur proche. Un adolescent du nom d'Asuka et ses amis visitent un musée de démons. Soudainement, une des statues de démon vient à la vie et attaque le petit frère d'Asuka. Ce n'est que le début d'une invasion démoniaque qu'Asuka et ses amis doivent arrêter à tout prix,.

## Système de jeu
Comme les deux opus Majin Tensei précédents, Ronde est un T-RPG. Le joueur peut contrôler les personnages uniquement pendant les phases de combat. Pendant les combats tour par tour, il peut les contrôler librement sur un terrain en 3D. Quand le joueur entre en contact avec un démon, il peut choisir son action (attaquer, magie, etc.), ce après quoi un combat automatique prend place. Comme dans tout les autres jeux Megami Tensei, le joueur peut communiquer avec les démons qu'il rencontre. Une particularité de ce jeu est que, contrairement aux deux opus précédents, les démons initient une conversation d'eux-mêmes, ce qui permet au joueur de les recruter pour qu'ils se battent à ses côtés. Le joueur peut également faire des contrats avec ces démons, lui permettant d'utiliser leurs sorts en combat.